# 荧烷
荧烷（英語：Fluoran）是一种有机化物，属三苯甲烷类染料。化学式为C20H12O3，为针状晶体，不溶于水,溶于乙醇、浓硫酸。其分子为所有荧烷类染料的核心结构，这些领域在众多领域都有运用。比如其衍生物伊红是一种生物学中常用的染料，其衍生物黑色305染料在纺织、塑料、皮革、油墨等行业中有着广泛运用，特别是在热敏纸中有着重要作用。荧烷可由3,3-二(2-甲氧基苯基)苯酞和浓盐酸共热可得到。

荧烷衍生物伊红,为一种染料